# Grèce au Concours Eurovision de la chanson 2005
La Grèce a participé au Concours Eurovision de la chanson 2005 les 19 et 21 mai à Kiev, en Ukraine. C'est la 26e participation et 1re victoire de la Grèce au Concours Eurovision de la chanson.
Le pays est représenté par la chanteuse Élena Paparízou et la chanson My Number One, sélectionnées par ERT en interne et au moyen d'une finale nationale respectivement.

## Sélection

### Finale grecque Eurovision 2005
Le radiodiffuseur grec, Ellinikí Radiofonía Tileórasi (ERT, « Radio-télévision hellénique »), sélectionne Élena Paparízou en interne et organise une finale nationale intitulée Ελληνικού Τελικού της Διαγωνισμός Τραγουδιού Eurovision 2005 (Ellinikoú telikoú tis diagonismós tragoudioú Eurovision 2005, « Finale grecque du Concours Eurovision de la chanson 2005 »), pour sélectionner la chanson représentant la Grèce au Concours Eurovision de la chanson 2005.
La finale nationale, présentée par Alexandra Pascalidou (en), a lieu le 2 mars 2005 au Fever Music Center à Athènes. Les chansons sont toutes interprétées en anglais.
Lors de cette sélection, c'est la chanson My Number One, interprétée par  Élena Paparízou, qui fut choisie.

## À l'Eurovision

Points attribués à la Grèce au Concours Eurovision de la chanson 2005.

### Points attribués par la Grèce

#### Demi-finale
| 12 points | Roumanie    |
| 10 points | Pologne     |
| 8 points  | Biélorussie |
| 7 points  | Bulgarie    |
| 6 points  | Moldavie    |
| 5 points  | Hongrie     |
| 4 points  | Norvège     |
| 3 points  | Suisse      |
| 2 points  | Danemark    |
| 1 point   | Autriche    |

#### Finale
| 12 points | Chypre               |
| 10 points | Albanie              |
| 8 points  | Malte                |
| 7 points  | Moldavie             |
| 6 points  | Serbie-et-Monténégro |
| 5 points  | Roumanie             |
| 4 points  | Norvège              |
| 3 points  | Suisse               |
| 2 points  | Hongrie              |
| 1 point   | Lettonie             |

### Points attribués à la Grèce

#### Finale
| 12 points | 10 points                                          | 8 points              | 7 points                                  | 6 points                     |
| --- | -------------------------------------------------- | --------------------- | ----------------------------------------- | ---------------------------- |
| - Albanie - Belgique - Bulgarie - Chypre - Allemagne - Hongrie - Serbie-et-Monténégro - Suède - Turquie - Royaume-Uni | - Pays-Bas - Roumanie                              | - France - Espagne    | - Israël - Macédoine - Suisse             | - Bosnie-Herzégovine - Malte |
| 5 points | 4 points                                           | 3 points              | 2 points                                  | 1 point                      |
| - Croatie | - Andorre - Autriche - Moldavie - Norvège - Russie | - Finlande - Portugal | - Danemark - Islande - Irlande - Slovénie | - Lituanie - Pologne         |

La Grèce s'est automatiquement qualifiée pour la finale, ayant terminé parmi les dix premiers pays du classement du concours de l'année précédente.
Lors de la finale, Élena Paparízou interprète My Number One en 19e position, suivant la Croatie et précédant la Russie. 
Au terme du vote, la Grèce termine 1re sur 24 pays, ayant obtenu 230 points au total de la part de 33 des 39 pays participants,,.